# Verdets
Verdets ist eine französische Gemeinde mit 304 Einwohnern (Stand 1. Januar 2022) im Département Pyrénées-Atlantiques in der Region Nouvelle-Aquitaine (vor 2016: Aquitanien). Sie gehört zum Arrondissement Oloron-Sainte-Marie und zum Kanton Oloron-Sainte-Marie-2 (bis 2015: Kanton Oloron-Sainte-Marie-Est).

## Geographie
Verdets liegt ca. 5 km nordwestlich und damit im urbanen Einzugsbereich von Oloron-Sainte-Marie in der historischen Provinz Béarn.
Zu Verdets gehören neben der Hauptsiedlung auch die Weiler Bois, Lannelongue, Plaine und Village.
Umgeben wird der Ort von den Nachbargemeinden:
| Poey-d’Oloron | Lucq-de-Béarn                               |         |
| Orin          | Kompassrose, die auf Nachbargemeinden zeigt | Ledeuix |
|               | Moumour                                     |         |

Verdets liegt im Einzugsgebiet des Flusses Adour am rechten Ufer des Gave d’Oloron. Der Ruisseau Blalière und die Auronce, Nebenflüsse des Gave, durchqueren das Gebiet der Gemeinde.

## Geschichte
Der Landstrich ist seit langer Zeit bevölkert, wie der Fund einer geschliffenen Axt attestiert. Im 10. Jahrhundert wurde das Dorf erstmals in den Schriften erwähnt. Im Jahr 1000 schenkte ein gewisser Garcias Galin das Dorf der Benediktinerabtei von Lucq-de-Béarn und übersiedelte mit seiner Familie in die Abtei. Bei einem Zensus im Jahr 1385 wurden in Verdets 17 Haushalte gezählt und vermerkt, dass das Dorf zur Bailliage von Oloron gehört.
Toponyme und Erwähnungen von Verdets waren:
- Berdes (10. Jahrhundert, Kopialbuch der Abtei von Lucq-de-Béarn),
- Berdez (11. Jahrhundert, laut Pierre de Marcas Buch Histoire de Béarn, S. 269 und S. 272),
- Bardez (12. Jahrhundert, Manuskriptsammlung von André Duchesne, Band 114, Blatt 80),
- Berdegs (1385, Zensus im Béarn),
- Sent-Johan de Berdetz (1422, Notare aus Lucq-de-Béarn),
- Verdets (1750, Karte von Cassini),
- Verdetz (1793, Notice Communale) und
- Verdets (1801, Bulletin des lois).[3][4][5]

### Einwohnerentwicklung
Nach Beginn der Aufzeichnungen stieg die Einwohnerzahl in der ersten Hälfte des 19. Jahrhunderts auf einen Höchststand von rund 400. In der Folgezeit sank die Größe der Gemeinde bis zu den 1960er Jahren auf rund 190, bevor eine Erholungsphase einsetzte, die in jüngster Zeit stagniert.
| Jahr      | 1962 | 1968 | 1975 | 1982 | 1990 | 1999 | 2006 | 2010 | 2022 |
| --------- | ---- | ---- | ---- | ---- | ---- | ---- | ---- | ---- | ---- |
| Einwohner | 226  | 191  | 199  | 255  | 243  | 270  | 282  | 281  | 304  |

## Sehenswürdigkeiten

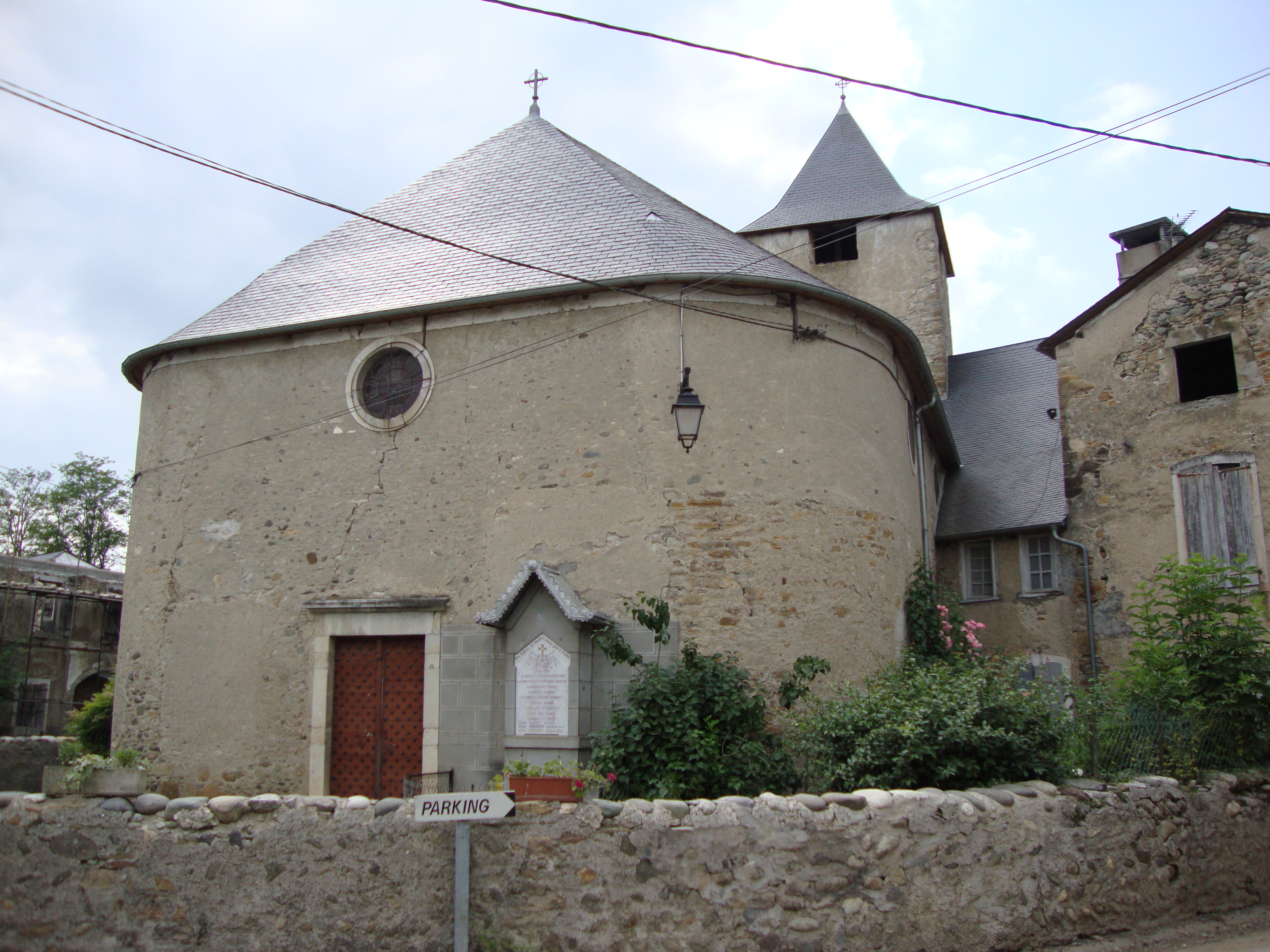
Pfarrkirche Saint-Jean-Baptiste

- Pfarrkirche, geweiht Johannes dem Täufer. Vermutlich gab es ein erstes Gotteshaus bereits im 11. Jahrhundert, aber das Kopialbuch der Abtei von Lucq-de-Béarn erwähnt es nicht. Dies erfolgte 1297, denn ein Presbyter leitete die Pfarrgemeinde, zu der auch Poey-d’Oloron gehörte. Im 17. Jahrhundert wurden Restaurierungen und Ausbesserungen vorgenommen. Das Langhaus mit einem Hauptschiff wird von einer flachen Apsis mit abgerundeten Gebäudeecken verlängert. Der Glockenturm wurde 1656 errichtet. Die Kirche ist heute nach Westen ausgerichtet, aber Spuren eines früheren Eingangs am Glockenturm zeigen, dass sie früher traditionell nach Osten ausgerichtet war. Sie birgt im Inneren u. a. ein Weihwasserbecken aus dem 17. Jahrhundert, eine in jüngster Zeit gebaute Empore, einen Altar aus dem 18. Jahrhundert und ein Taufbecken, das vorher eine Kelter gewesen sein könnte. Das Retabel des Altars stammt aus dem 17. Jahrhundert. Es besteht aus Schlangensäulen mit Weinranken und Vögeln und einem Giebel mit der Darstellung des Gottvaters. Die seitlichen Altarflügel sind mit Statuen des Johannes des Täufers und eines Pilgers besetzt. In der Mitte befindet sich ein Gemälde mit der Taufe Jesu durch Johannes den Täufer. Das Tabernakel besitzt zwei Schreine und ist mit den Motiven der Verkündigung des Herrn und der Kreuzigung verziert.[7][8]

## Wirtschaft und Infrastruktur

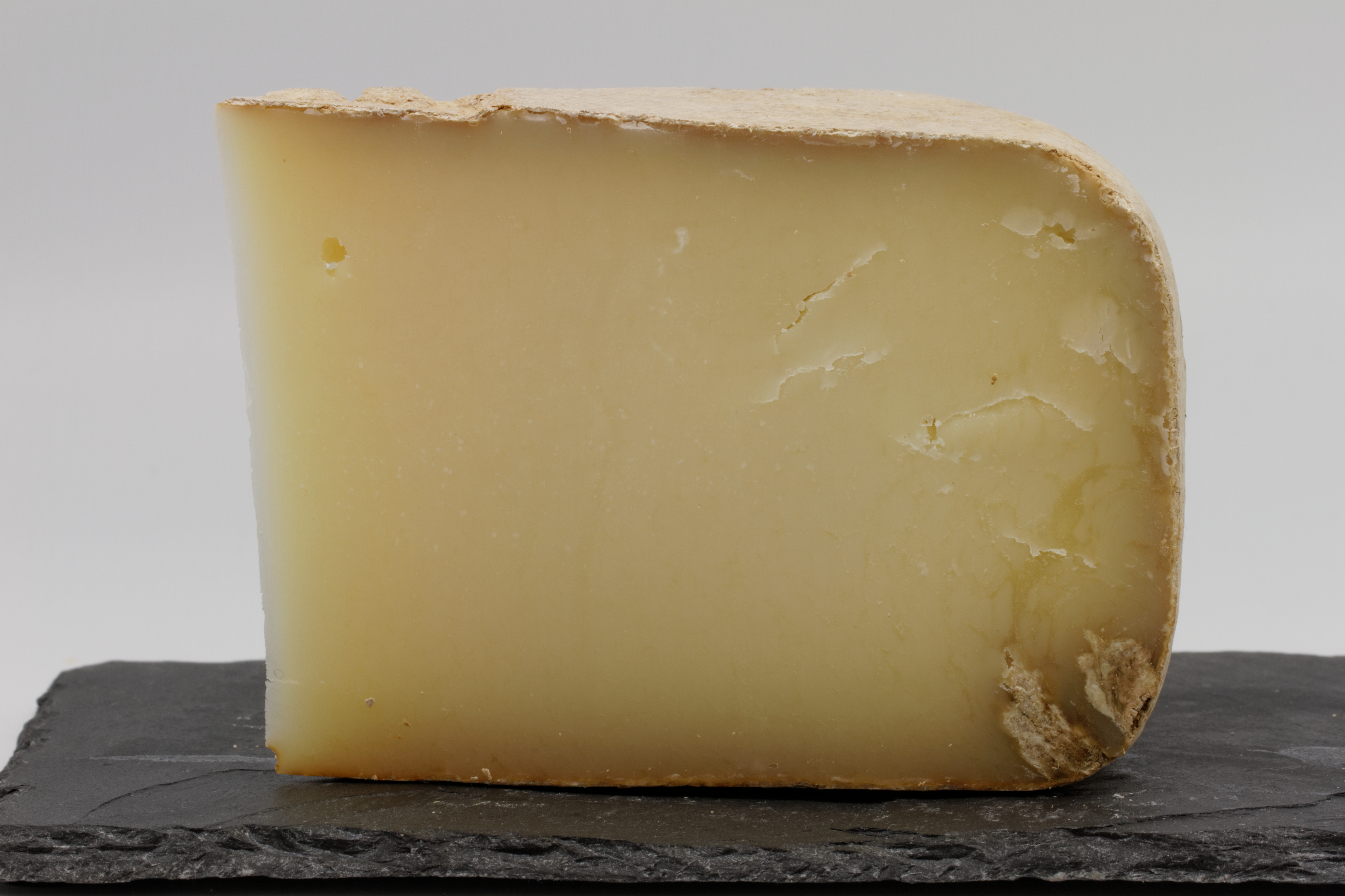
Ossau-Iraty

Verdets liegt in den Zonen AOC des Ossau-Iraty, eines traditionell hergestellten Schnittkäses aus Schafmilch, sowie der Schweinerasse und des Schinkens „Kintoa“.

### Bildung
Die Gemeinde verfügt über eine öffentliche Grundschule mit 16 Schülerinnen und Schülern im Schuljahr 2017/2018.

### Verkehr
Verdets wird durchquert von den Routes départementales 27 und 110.